# Stygnomma leleupi
Stygnomma leleupi – gatunek kosarza z podrzędu Laniatores i rodziny Stygnommatidae.

## Występowanie
Gatunek występuje w Ekwadorze.